# Cimarron (Kansas)
Cimarron è una città degli Stati Uniti d'America, situato nello Stato del Kansas, nella contea di Gray.